# Hemodializa

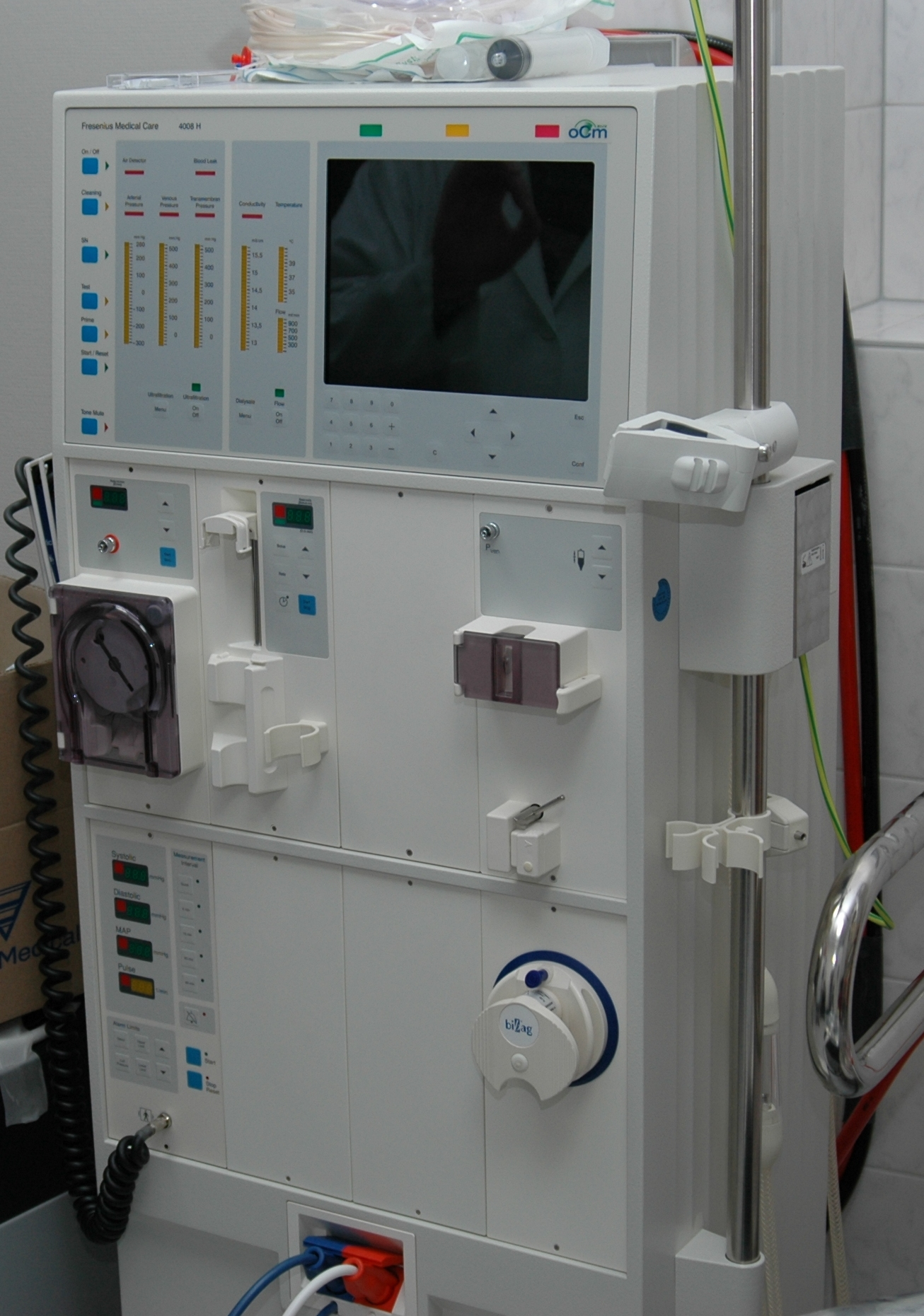
Urządzenie do hemodializy

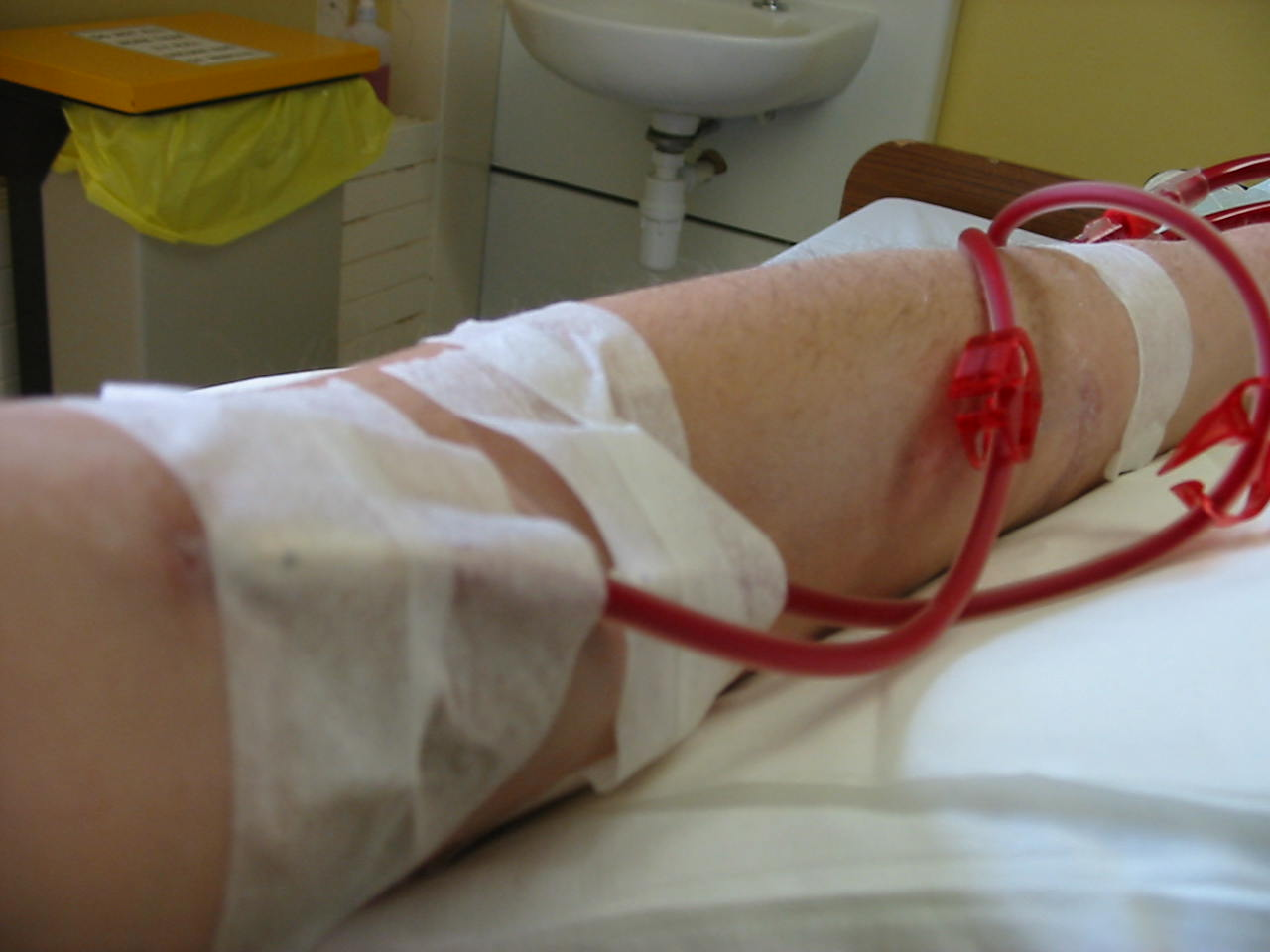
Chory podłączony do „sztucznej nerki”

Schemat mechanizmu hemodializy (opis w języku angielskim)

Hemodializa, dializa pozaustrojowa – zabieg stosowany w leczeniu zaawansowanej przewlekłej i ostrej niewydolności nerek, a także niektórych zatruć. Jego celem usunięcie produktów przemiany materii, nadmiaru wody, substancji toksycznych (np. alkoholi niespożywczych, przedawkowanych leków) z krwi pacjenta poprzez sztuczną błonę półprzepuszczalną; zabieg umożliwia także korektę kwasicy metabolicznej oraz zaburzeń elektrolitowych. 
Podczas zabiegu krew jest wielokrotnie przepompowywana na zewnątrz ciała do dializatora (krew krąży pomiędzy aparatem („sztuczną nerką”) a pacjentem. Krew jest oczyszczana przepływając przez dializator), który działa jak sztuczna nerka. Hemodializa może być przeprowadzana w domu lub w ośrodku dializ; w Polsce prowadzi się ją wyłącznie w ośrodkach dializ.
Hemodializa może być tymczasowa lub stała. Większość wskazań do hemodializy pokrywa się z ogólnymi wskazaniami do dializoterapii). Mimo braku jednoznacznie lepszych wyników leczenia hemodializa przerywana i pokrewne metody ciągłe są częściej niż dializa otrzewnowa używane w leczeniu pacjentów z ostrym uszkodzeniem nerek. W przypadku pacjentów z przewlekłą niewydolnością nerek hemodializę zwykle wykonuje się trzy razy w tygodniu.

## Przygotowanie
W przypadku dostępu czasowego – cewnika – dreny sztucznej nerki są bezpośrednio do niego podłączane; w przypadku wykształconej przetoki tętniczo-żylnej najpierw nakłuwa się żyłę w 2 miejscach, a następnie podłącza dreny. W większości przypadków nakłuwana żyła jest częścią uprzednio przygotowanej metodami chirurgicznymi przetoki dializacyjnej, obecnie najczęściej przetoka Cimino. Przygotowanie dostępu do łożyska naczyniowego (ang. angioaccess) jest skomplikowanym procesem wymagającym zabiegów na żyłach i tętnicach kończyn. Do prowadzenia adekwatnej dializy wymagany jest przepływ krwi przez nakłuwane naczynie co najmniej 200-300 ml/min. Taki przepływ jest możliwy tylko dzięki połączeniu tętnicy z żyłą, czyli wytworzeniu przetoki dializacyjnej.
Przed rozpoczęciem hemodializy konieczne jest ustawienie następujących parametrów:
- czas zabiegu – przeważnie od 3 do 5 godzin[3],
- typ koncentratu – zawartość potasu, wapnia, sodu (ewentualnie glukozy),
- rodzaj i dawkę heparyny (w trakcie zabiegu konieczne jest hamowanie krzepnięcia krwi),
- szybkość przepływu krwi (tzw. obroty) – uzależniona od stanu przetoki lub cewnika, masy ciała pacjenta, czas zabiegu oraz oczekiwanej dawki dializy,
- szybkość przepływu dializatu,
- ultrafiltracja (UF) – ilość płynu, która zostanie odprowadzona z organizmu w trakcie zabiegu (nie powinna przekraczać 3% masy ciała pacjenta).

## Hemodializator

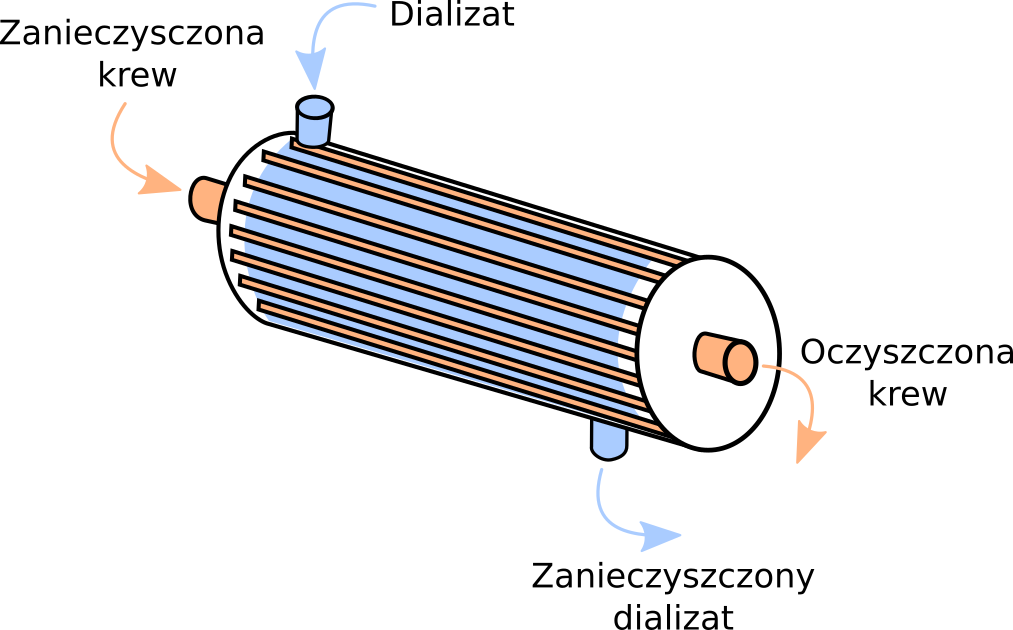
Schemat działania dializatora kapilarowego

Podstawym elementem hemodializatorów, zwanymi też „sztucznymi nerkami”, jest błona półprzepuszczalna o odpowiednim kształcie, która oddziela przepływającą krew od dializatu.
Najczęściej stosowane są dializatory kapilarowe, w których błona półprzepuszczalna ma kształt cienkich rurek o średnicy około 200–300 μm i grubości ścianek 5–100 μm. Krew pacjenta przepływa w kapilarach, które są obmywane przez płyn dializacyjny. Typowy dializator o pojemności krwi 300 ml ma powierzchnię wymiany 0,9–1,9 m².
Głównymi zjawiskami, które pozwalają na oczyszczanie krwi, są transport dyfuzyjny i konwekcyjny, w których cząsteczki o średnicach mniejszych niż porowatość błony przemieszczają się do obszaru o mniejszym stężeniu – dializatu. Dializator pozwala także na usuwanie nadmiaru wody poprzez efekt ultrafiltracji, w którym woda porusza się do obszaru o niższym ciśnieniu – wymaga to podwyższenia ciśnienia krwi wchodzącej do dializatora.

### Transport
Transport substancji w dializatorze można opisać za pomocą klirensu, tj. szybkości usuwania substancji z krwi, znormalizowanej do stężenia tej substancji.
{\displaystyle K={\frac {Q_{Bi}\cdot {C_{Bi}}-Q_{B0}\cdot {C_{B0}}}{C_{Bi}}}}
Gdzie: Q - przepływ krwi; C - stężenie usuwanej substancji, Bi - krew na wejściu do urządzenia, B0 krew wychodząca z urządzenia
Dializat może być używany wielokrotnie, ponieważ w najgorszym wypadku nie zajdzie żaden transport cząstek. Ponowne używanie dializatu sprawia jednak, że transport substancji jest wolniejszy. Prędkość transportu opisuje wzór na dializans:
{\displaystyle D={\frac {Q_{Bi}\cdot C_{Bi}-Q_{B0}\cdot C_{B0}}{C_{Bi}-C_{Di}}}}
Gdzie CDi - stężenie substancji w dializacie wpływającym do urządzenia.

### Błona półprzepuszczalna
Błona półprzepuszczalna wykonana jest z materiału mającego otwory wielkości od 3 do 9 nm. Pierwsze membrany powstawały z celulozy i są stosowane do dzisiaj. Innymi materiałami są celuloza modyfikowana (trójoctan celulozy), a także materiały półsyntetyczne i syntetyczne – poliakrylonitryl, poliamid, polisulfon itp.
Błony półprzepuszczalne stosowane w hemodializie nie są w stanie przepuszczać cząstek o dużych rozmiarach - komórek krwi, dużych białek, a także bakterii i wirusów. W celu usunięcia cząstek o większych rozmiarach stosuje się technologie pochodne hemodializy - hemofiltrację, dializę kaskadową, separację osocza, sorbenty, plazmaferezę lub aferezę. Technologie te stosowane są częściej w leczeniu innych chorób niż wspomaganiu lub zastępowaniu pracy nerek.

## Kto może być leczony hemodializą?
Prawie wszyscy pacjenci z niewydolnością nerek mogą być leczeni hemodializą. Najważniejsze jest utworzenie skutecznego dostępu do krążenia krwi pacjenta w postaci tętniczo-żylnej i cewnika do hemodializy. Jeśli pacjent ma żyły, które są zbyt wąskie lub słabe, wykorzystuje się protezę naczyniową. Konieczne jest, aby pacjent był zdolny do tolerowania zmian w ciśnieniu oraz stężeń toksycznych produktów przemiany materii krwi.

## Powikłania
Do powikłań leczenia nerkozastępczego metodą hemodializy lub hemodiafiltracji należą:
1. Hipotensja (hipotonia) śróddializacyjna[11]
2. Powikłania związane z profilaktyką przeciwkrzepliwą:
  - w przypadku heparyn: małopłytkowość poheparynowa i krwawienie
  - w przypadku cytrynianu sodu: hipokalcemia, hipernatremia, zaburzenia równowagi kwasowo-zasadowej[12]
3. Powikłania hematologiczne:
  - trombocytopenia
  - niedokrwistość
4. Zaburzenia elektrolitowe: hipofosfatemia, hiponatremia, hipokalemia[13].
5. Zespół niewyrównania (ang. dialysis disequilibrium syndrome[14][15] ) - termin określający szeroki zbiór neurologicznych objawów podmiotowych (takich jak nudności, wymioty, uczucie pobudzenia, dezorientacji, zawrotów głowy, skurczy i drżeń mięśni [najczęściej bolesne zlokalizowane w kończynach dolnych]) i przedmiotowych (ilościowe zaburzenia świadomości) występujących w trakcie lub krótko po procedurze dializy, najczęściej podczas rozpoczęcia leczenia przy wysokiej osmoralności wyjściowej[14]. Objawy powstają prawdopodobnie w wyniku nagłego spadku osmolarności osocza, prowadzącego do wzrostu objętości płynu tkankowego mózgowia, prowadzące do obrzęku mózgu i wzrostu ciśnienia śródczaszkowego [16].
6. Powikłania związane z system dializacyjnym
  - zwężenie dostępu naczyniowego, zablokowanie przez zakrzep, osłonkę włóknisto-nabłonkową [17], zakażenie ujścia cewnika lub zakażenie otrzewnej ( w przypadku dializ otrzewnowych)[18], wycieki płynu dializacyjnego[19]
7. Zespół pierwszego użycia dializatora (ang. first use syndrome[20]) -  zespół objawów o charakterze nadwrażliwości na materiały używane do produkcji i sterylizacji dializatorów. Nazwa "zespół pierwszego użycia" odwołuje się do faktu, że objawy rozwijały się znacznie częściej podczas użycia nowego dializatora po raz pierwszy niż w przypadku korzystania z zregenerowanych dializatorów. Obecnie ze względów higienicznych odchodzi się od regeneracji dializatorów, zastępując je systemami jednorazowymi.  Zespół bywa dzielony na dwa typy[21]:
  - typ A (zależne od IgE) - objawy zwykle w ciągu pierwszych 20-30 minut zabiegu; typowo świąd, pokrzywka, duszność (skurcz oskrzeli), nieżyt nosa, spadek ciśnienia tętniczego, wymioty;
  - typ B (zależne od układu dopełniacza) - objawy występujące później, o mniejszym nasileniu; typowo ból w klatce piersiowej lub pleców, ból brzucha

## Hemodializa u dzieci
Nie ma osobnych wskazań pozwalających na zastosowanie hemodializy u dzieci o masie ciała poniżej 15 kg. Brakuje też urządzeń do jej prowadzenia u noworodków i niemowląt mimo znacznej poprawy w technologii i w samym przeprowadzaniu hemodializy. W 2014 C. Ronco i wsp. opublikowali pracę, w której opisali badania prowadzone nad urządzeniem (nazwanym po ang. cardio-renal pediatric dialysis emergency machine, w skrócie CARPEDIEM) mającym służyć do hemodializowania szczególnie małych pacjentów. Miałoby ono służyć dzieciom np. z ostrym uszkodzeniem nerek.
W pierwszych 20 lat XXI w. dzieci skorzystały na znacznej poprawie zarówno technologii, jak i klinicznego zarządzania dializami. Zachorowalność podczas sesji dializy zmniejszyła się, drgawki są wyjątkowe, a epizody hipotensyjne rzadkie. Ból i dyskomfort zostały zmniejszone dzięki zastosowaniu przewlekłych cewników do żył szyjnych wewnętrznych i kremów znieczulających do nakłuwania przetoki.  Nowsze urządzenia zapewniają bardziej precyzyjną kontrolę ultrafiltracji poprzez ocenę objętościową i ciągłe monitorowanie objętości krwi podczas sesji dializy. Buforowane roztwory wodorowęglanów są obecnie standardem, a dla małych niemowląt opracowano bardziej biokompatybilne błony syntetyczne oraz specjalne dializatory i rurki o małych rozmiarach. Niedawno opracowano koncepcję "ultraczystego" dializatu, tj. wolnego od zanieczyszczeń mikrobiologicznych i endotoksyn. Umożliwi to zastosowanie hemodiafiltracji, zwłaszcza z opcją on-line, która ma wiele teoretycznych zalet i powinna być brana pod uwagę w przypadku maksymalnego/niedokładnego dializatu. U dzieci hemodializa musi być zindywidualizowana i postrzegana jako "terapia zintegrowana", biorąc pod uwagę ich długotrwałe narażenie na leczenie przewlekłej niewydolności nerek. Dializa jest postrzegana jedynie jako środek tymczasowy dla dzieci w porównaniu z przeszczepem nerki.